# Leipzig (Russland)
Leipzig (russisch Ле́йпциг) ist ein Dorf (selo) in der Oblast Tscheljabinsk in Russland mit 717 Einwohnern (Stand 14. Oktober 2010).
Der Ort gehört zum Rajon Warnenski. Er liegt etwa 180 km Luftlinie südlich des Oblastverwaltungszentrums Tscheljabinsk und gut 20 km nördlich des Rajonzentrums Warna. Er befindet sich am Ostrand des südlichen Ural gut 5 km von der Staatsgrenze zu Kasachstan entfernt, am linken Ufer des Werchni Togusak (Oberer Togusak), eines der Quellflüsse des rechten Ui-Nebenflusses Togusak.
Leipzig ist Sitz der Landgemeinde Leipzigskoje selskoje posselenije, zu der außerdem die Siedlung bei der 5 km östlich gelegenen Bahnstation Salamat an der Eisenbahnstrecke (Tscheljabinsk –) Troizk – Orsk gehört (Streckenkilometer 66 ab Solotaja Sopka südlich Troizk).
Der Ort entstand 1843 als Wachtposten des Orenburger Kosakenheeres nahe der damaligen Grenze des Russischen Kaiserreiches zu den noch nicht kolonialisierten Steppengebieten des späteren Russisch-Turkestan, zunächst als Posten (Post) oder Abschnitt (Utschastok) Nr. 29 des Nowolineiny rajon („Neuer Linien-Rajon“, für das Gebiet entlang der Grenzlinie zwischen den Festungen Troizk und Orsk). Wie eine Reihe anderer Orte der Region, darunter Bredy, Ferschampenuas, Parisch oder das Rajonzentrum Warna wurde er später nach dem Schauplatz eines Sieges der russischen Armee in den Kriegen des 18. und 19. Jahrhunderts benannt; in diesem Fall nach der Völkerschlacht von 1813 bei Leipzig, an der das 3. Orenburger Kosakenregiment teilgenommen hatte.
Der Integrationsverein Leipzig – Brücke der Kulturen e. V. (70 Mitglieder) hat mit Unterstützung von Sponsoren nach einer Idee des russischen Filmemachers Nasur Jurushbajew in der Siedlung als Zeichen der Verständigung ein Denkmal der Völkerfreundschaft aus Aluminium im Maßstab 1:25 errichtet, welches in der Form an das Leipziger Völkerschlachtdenkmal erinnert.